# Fender Lead Series
Bei den Fender Lead Series handelt es sich um Elektrogitarrenmodelle der Firma Fender. Sie waren bzw. sind vor allem für die Nutzung durch Einsteiger und Neulinge gedacht.

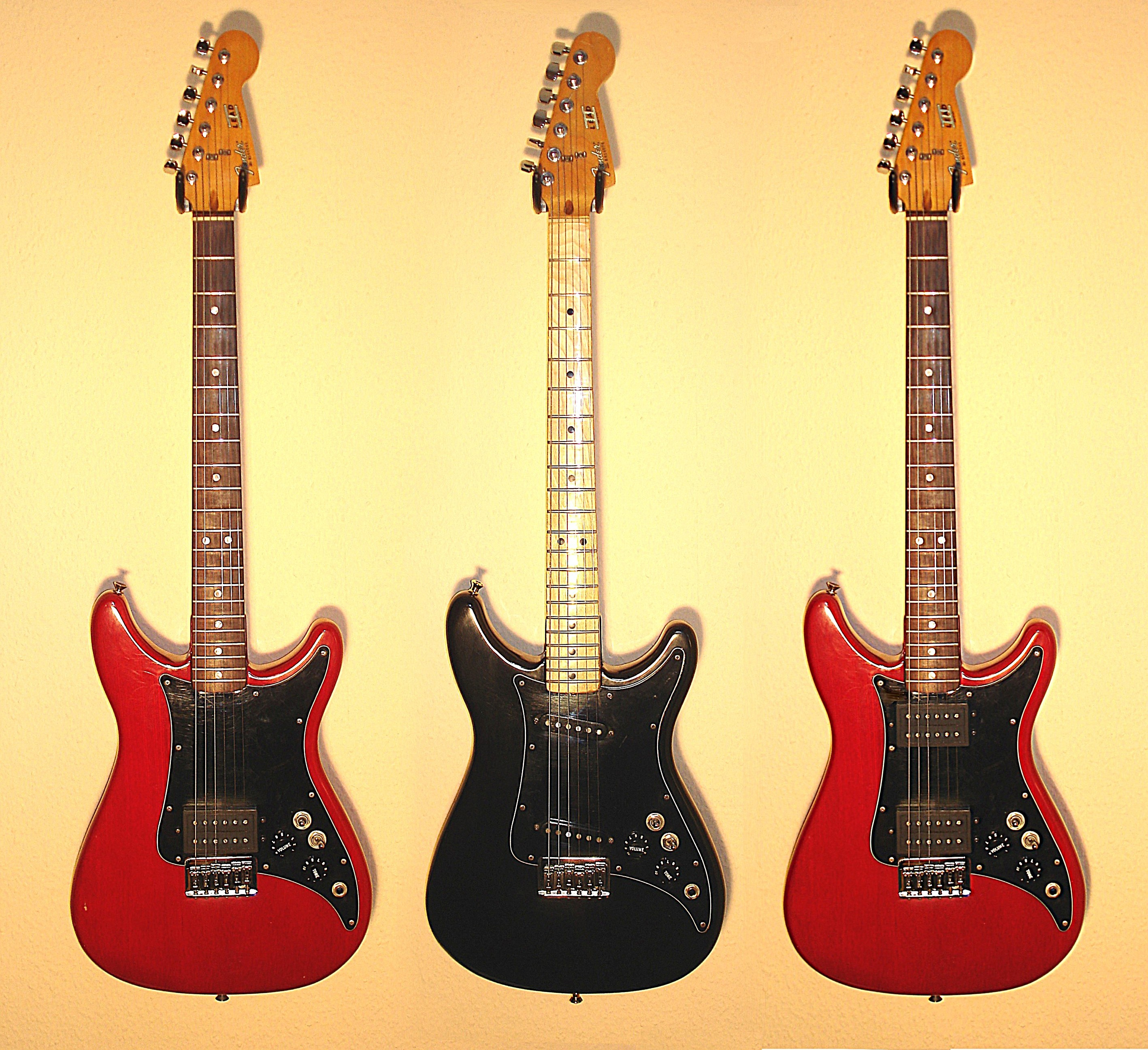
Fender Lead Modelle I-III

## Geschichte
Die Elektrogitarrenmodelle Fender Lead I und Lead II wurden erstmals 1979 als preiswerte Einsteigermodelle eingeführt, um die Bronco, Mustang und Musicmaster, seinerzeit die günstigsten Modelle in der Fender-Preisliste, zu ersetzen. Zumindest die Mustang blieb jedoch für einige Zeit weiterhin im Angebot. Auch wenn für Einsteiger geplant, war die Lead kein Tiefpreismodell. Die Gitarren kosteten bei ihrer Einführung in der Bundesrepublik zwischen 850,- und 900,- DM (inklusive Gitarrenkoffer). Eine Stratocaster war damals für etwa 1.300,- bis 1.400,- DM zu haben. Da günstige und qualitativ gute japanische Gitarren damals für etwa 500,- bis 700,- DM erhältlich waren, hielt sich der Absatz der Lead-Modelle in Grenzen. Mit der Einführung der Fender-eigenen Squier-Modelle made in Japan im Jahr 1982 endete auch die Produktion der Lead-Serie.

## Konstruktion
Die Gitarren wurden in den Farben weinrot (transparent) und schwarz angeboten, jeweils mit einteiligem Ahornhals oder Palisandergriffbrett. Fender-typisch bestanden die deckend lackierten Modelle aus Erlenholz, die mit Transparentlackierung versehenen Gitarren aus Esche („heavy northern ash“). Die Saiten wurden von der Korpusrückseite her durch den Korpus gezogen und mit Einsteckhülsen befestigt. Ein Tremolo war nicht im Angebot. Mit der Lead-Serie kehrte Fender erstmals seit 1965 wieder zur schmalen Kopfplatte zurück.

## Modelle
- Lead I: (1979–1982) Ein einzelner Split-Humbucker in Stegposition. Spulenwahlschalter mit drei Positionen (einzelne Spule, beide Spulen, einzelne Spule). Zusätzlicher Humbucker-Serien-/Parallel-Auswahlschalter mit zwei Positionen zur Umschaltung von Serien- auf Parallelbetrieb beider Spulen. Dieser funktioniert nur, wenn beide Spulen ausgewählt sind (mittlere Position). Master-Lautstärke- und Klangregler.
- Lead II: (1979–1982) Zwei X-1-Single-Coil-Pickups, einer am Hals und der andere am Steg. Der X-1-Tonabnehmer wurde auch in der Stegposition bei den Modellen „STRAT“ und „Dan Smith Stratocaster“ verwendet. Tonabnehmer-Wahlschalter mit drei Positionen (Hals, Hals und Steg, Steg), Phasenverschiebungsschalter mit zwei Positionen (in Phase, außer Phase), der nur funktioniert, wenn beide Tonabnehmer ausgewählt sind (mittlere Position). Master-Lautstärke- und Klangregler.
- Lead III: (1982) Zwei Humbucker, einer am Hals, der andere am Steg. Tonabnehmer-Wahlschalter mit drei Positionen (Hals, Hals und Steg, Brücke). Die Lead II hatte außer dem Drei-Wege-Schalter einen Phasenumkehrschalter (Phase reversal switch). Die beiden zusätzlichen Schalter erzeugten jeweils einen etwas dünneren, höhenreicheren Sound. Master-Lautstärke- und Klangregler.
- Leadbass: Das Instrument wurde nie in Serie produziert. Das Foto eines Prototyps aus dem Jahr 1979 erscheint in Klaus Blasquiz‘ Buch „The Fender Bass“ aus dem Jahr 1990, verfügt über zwei schräg montierte Single-Coil-Tonabnehmer und hat eine 34-Zoll-Mensur.

## Weitere Entwicklungen
1981 brachte Fender als weiteres Modell die Lead III auf den Markt. Sie besaß zwei Humbucking-Pick Ups und verfügte neben dem üblichen Drei-Wege-Schalter über einen Coil-Selector-Schalter, mit dem sich die jeweils vordere Spule eines jeden Humbuckers abschalten ließ. In der Mittelposition wurde keine der beiden Spulen abgeschaltet, d. h. beide Tonabnehmer arbeiteten als Humbucker im Serienbetrieb. Diese Schaltung ermöglichte immerhin sieben verschiedene Soundeinstellungen. In diesem Zeitraum wurde auch die Farbpalette um die Töne weiß (olympic white), cherry sunburst und sienna sunburst erweitert, während weinrot aus der Liste verschwand. Die Gitarren wurden nun auch mit weißem Schlagbrett und entsprechenden Tonabnehmer-Abdeckungen angeboten. Übrigens: auch ein Lead-Bass war geplant. Das mit zwei Single Coil-Tonabnehmern ausgestattete long-scale-Modell gelangte jedoch nie in die Serienfertigung.

## Besonderheiten
Eine weit verbreitete „Krankheit“ der frühen Lead-Modelle waren umfangreiche Lackschäden, die sich oft bereits nach wenigen Monaten einstellten. Grund hierfür waren Versuche des Herstellers mit neuartigen Lacken, möglicherweise auch die Verwendung schlecht abgelagerten Holzes. Häufig zeigten sich schon recht bald umfangreiche Risse am Korpus, die schließlich zu einer blaugrauen Verfärbung führten. Aus diesem Grund werden viele gebrauchte Lead-Modelle heute im unlackierten Zustand in einem so genannten „Natural Finish“ angeboten.

## Die Lead in der Musik
Als Einsteiger- bzw. Mittelpreisklassemodell erreichte die Lead nie die Anerkennung durch Profi-Gitarristen wie die Stratocaster oder die Telecaster. Zu den Musikern, die die Lead regelmäßig oder zumindest gelegentlich öffentlich spielten, gehörten Eric Clapton, Moon Martin, Elliot Easton (The Cars), Steve Morse (Dixie Dreggs, später Deep Purple) und Bono von U2.

## Neuauflage 2020
Im Januar 2020 überraschte Fender die Öffentlichkeit mit einer Neuauflage der Lead II und der Lead III. Im Rahmen der mittelpreisigen Player Series (Made in Mexico) werden die beiden Modelle nach 38 Jahren wieder in leicht modernisierter Form angeboten. Hardware, Tonabnehmer sowie das Halsprofil einschließlich der Bünde wurden überarbeitet, die charakteristische Korpusform, die Anordnung der Tonabnehmer sowie die elektrische Schaltung behielt man bei, ebenso die Art der Saitenbefestigung mit Hilfe von Einsteckhülsen auf der Korpusrückseite.  Anstatt über 21 Bünde verfügt der Hals nun über 22 so genannte Jumbo Frets. Alle Modelle werden aus Erlenholz gefertigt, der Hals aus Ahorn. Als Ersatz für das früher genutzte Palisanderholz wird für die dunklen Griffbretter das Tropenholz Pau Ferro verwendet. Der Look der Mechaniken mt dem eingeprägten F-Logo wurde übernommen. Die Seriennummer des Instruments befindet sich nunmehr auf der Rückseite der Kopfplatte.
Beide Modelle werden in drei Farbtönen angeboten: Die Lead II ist neben den beiden klassischen Lackierungen schwarz und weinrot transparent (crimson red trans) auch in einem auffälligen Neongrün erhältlich. Die Lead III gibt es neben den "Vintage-Tönen" olympic white und sienna sunburst auch in einem lilafarbenen Metallicton (purple metallic). 